# O mie (песня Алёны Мун)
«O mie» (Тысяча) — песня в исполнении молдавской певицы Алёны Мун, с которой она была выбрана представить Молдавию на конкурсе песни «Евровидение 2013». Авторами песни являются Юлиана Скутари, Сергей Легейда (слова) и Паша Парфений (музыка).
Песня была выбрана в качестве победителя 17 марта 2013 года на конкурсе «O Melodie Pentru Europa 2013», национального отбора Молдавии на «Евровидение», что позволило Алёне представить свою страну на международном конкурсе песни «Евровидение 2013», который прошел в Мальмё, Швеция.

## Клип
Aliona Moon — O mie — Eurovision 2013 Moldova (official video)